# Wladimir Alexejewitsch Solowjow
Wladimir Alexejewitsch Solowjow (russisch Владимир Алексеевич Соловьёв, wiss. Transliteration Vladimir Alekseevič Solov'ëv; * 11. November 1946 in Moskau, Russische SFSR) ist ein Ingenieur und ehemaliger sowjetischer Kosmonaut.

## Ausbildung
Wladimir Alexejewitsch Solowjow studierte an der „Moskauer Staatlichen Technischen N.E.Bauman-Universität“ Luft- und Raumfahrttechnik, das er 1970 erfolgreich abschloss. Er arbeitete dann als Spezialist für Raketenantriebssysteme.

## Raumflüge
Die Staatliche Zwischenbehördliche Kommission wählte Solowjow am 1. Dezember 1978 in Absprache mit NPO Energija zum Kosmonauten aus. 1984 flog er als Bordingenieur der dritten Stammbesatzung Saljut 7 EO-3 von Saljut 7 mit Sojus T-10 in den Weltraum. In insgesamt sechs Außenbordtätigkeiten führte er Reparaturen an einer Treibstoffleitung der Raumstation aus und installierte das zusätzliche dritte und vierte Solarmodul. 1986 gehörte er der ersten Stammbesatzung der Mir an, in der er die Position des Bordingenieurs innehatte. Nachdem Solowjow zuerst Arbeiten an der Mir ausführte, flog er am 5. Mai 1986 zur Saljut 7, an der das TKS-Raumschiff Kosmos 1686 angekoppelt war. Dort installierte er während zweier Außenarbeiten eine Gittermastkonstruktion und barg Experimente. Am 25. Juni 1986 flog der Ingenieur zurück zur Mir, um dann am 16. Juli 1986 mit Sojus T-15 zur Erde zurückzukehren. Am 18. Februar 1994 schied er aus dem Kosmonautenkorps aus.
Wladimir Solowjow promovierte 1995 zum Doktor der technischen Wissenschaften. Er wurde Missionsmanager im russischen Flugkontrollzentrum. Seit 1997 Professor, wurde Solowjow 1998 stellvertretender Direktor für das ISS-Programm. 2011 wurde er zum korrespondierenden Mitglied der Russischen Akademie der Wissenschaften gewählt.
Solowjow ist verheiratet und hat zwei Kinder.